# Crack Family
Crack Family es un grupo de rap colombiano. Creado en Bogotá, en 2000, conformado por 'Cejaz Negraz' y 'Manny '.

## Historia
Creado en la localidad bogotana de Ciudad Bolívar, Crack Family fue conformado por los antiguos miembros del grupo Fondo Blanco 'Cejaz Negraz' y 'Manny'. En 2010 lanzaron su primer álbum La Familia, lanzando otros como Bazuka, Agua, Fuego y Aire. Produjeron la banda sonora de la película colombiana Las Tetas de Mi Madre en 2015. Se han presentado en festivales y realizado giras a nivel internacional.

## Discografía

### Álbumes
- La Familia (Capítulo 1), 2010.
- Bazuka, 2013.
- Agua, 2016
- Fuego, 2017
- Aire, 2018

### Banda Sonora
Las Tetas de Mi Madre (2015).